# Druidenstein

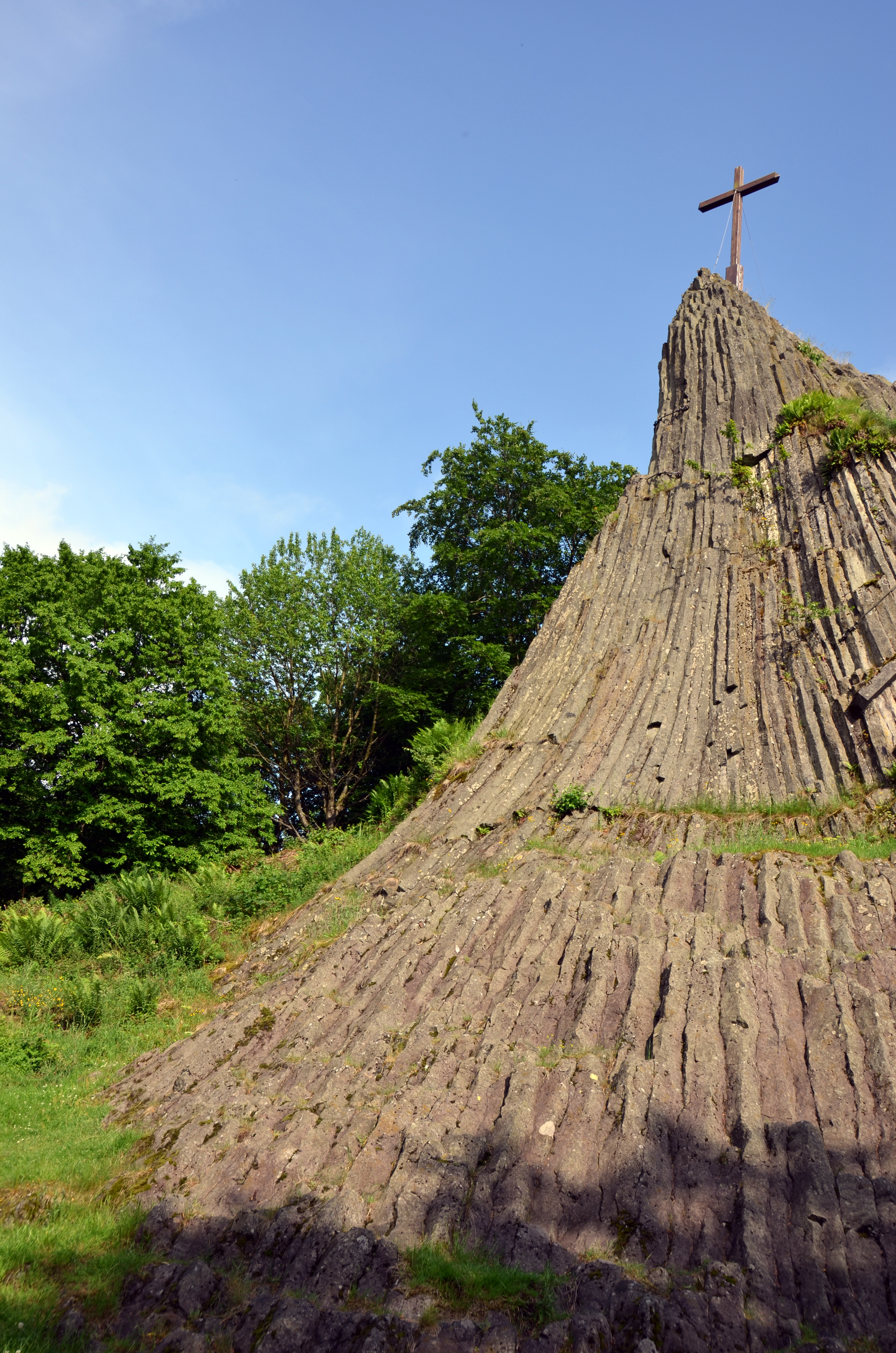
Nationaler Geotop „Druidenstein“, die Südwestseite

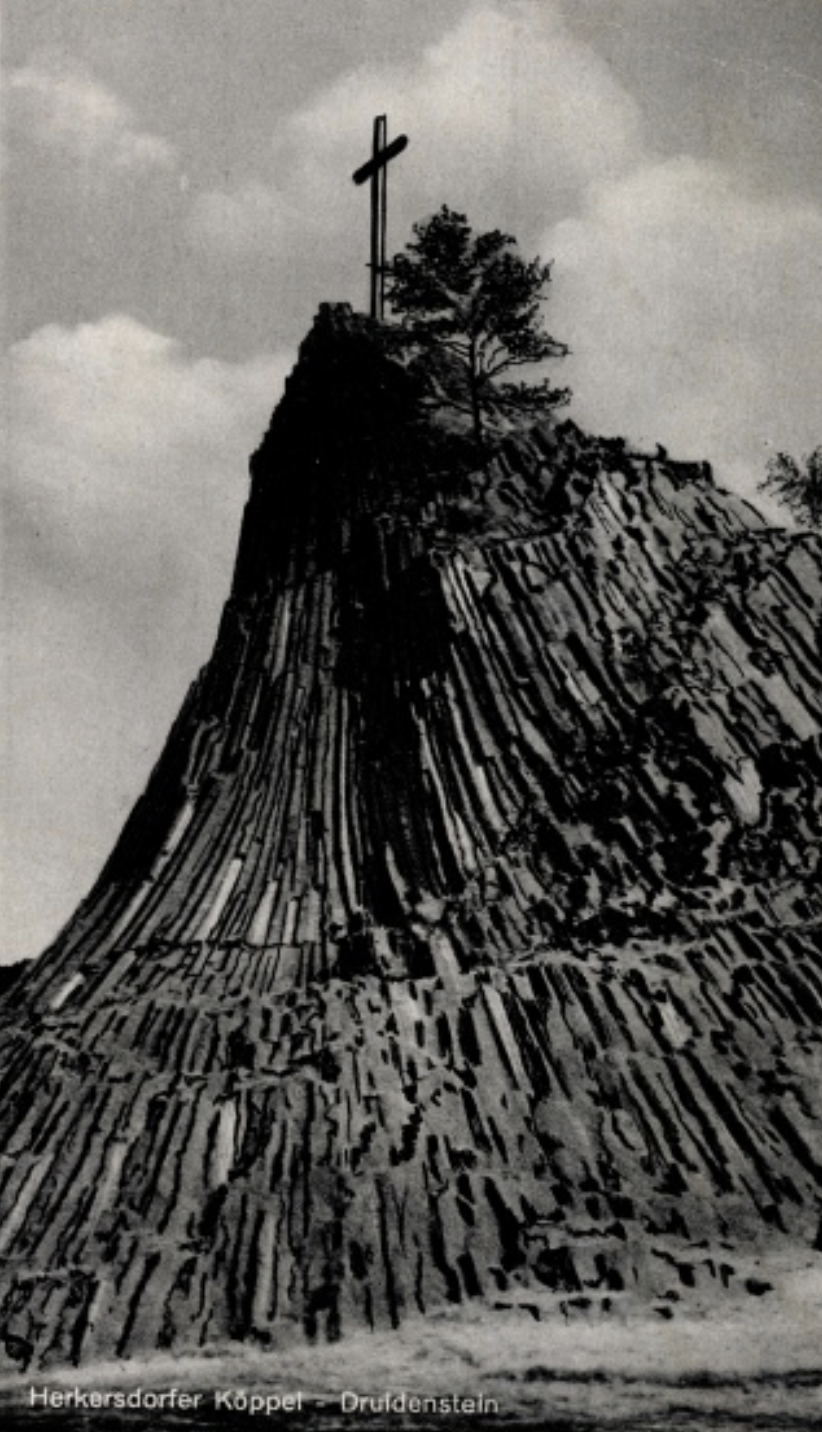
Druidenstein, Offhausen Köppel vor dem Blitzeinschlag von 1979 der die Anbringung von Stahlbetonbalken nötig machte

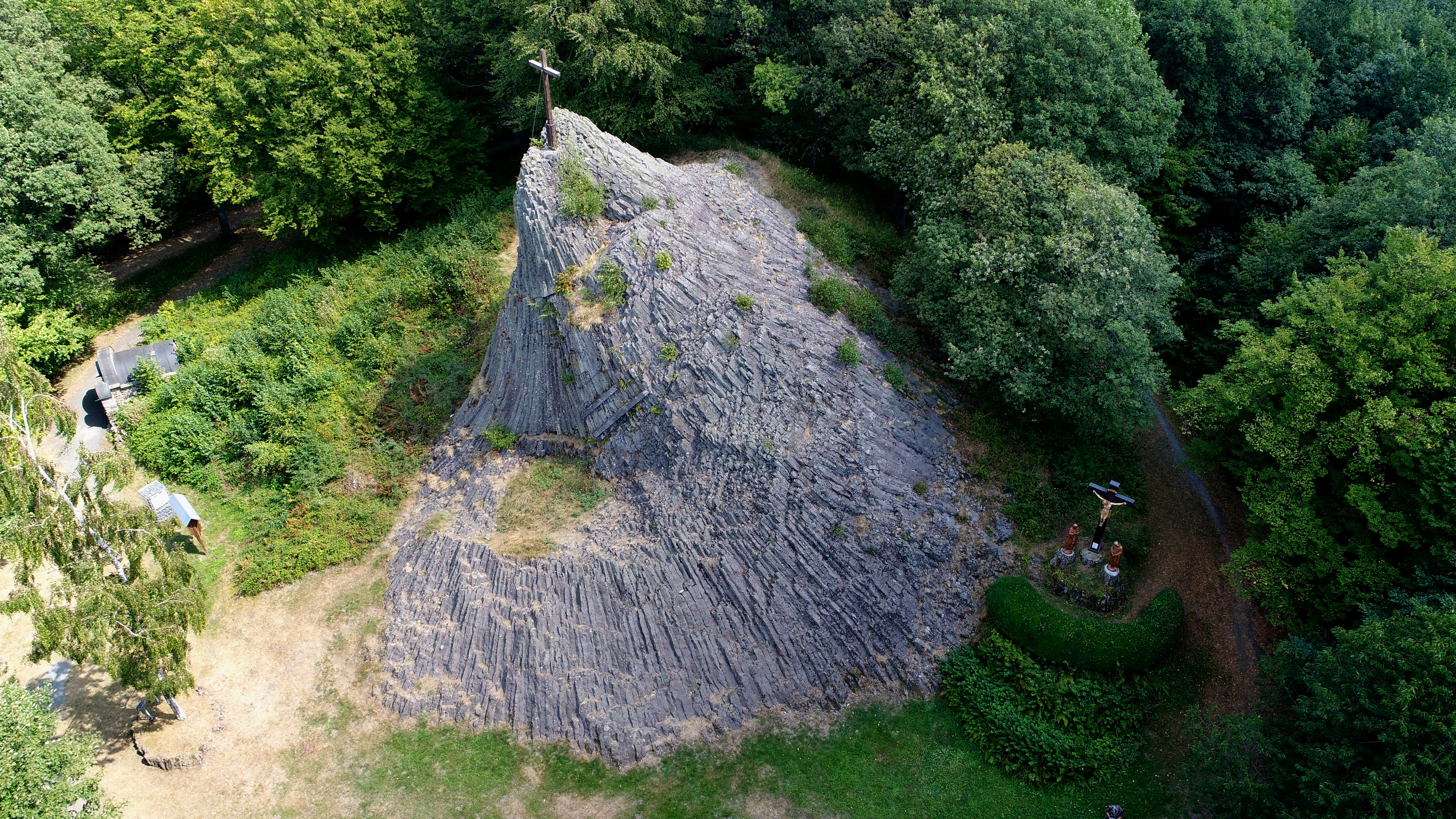
Druidenstein aus der Vogelperspektive (2018)

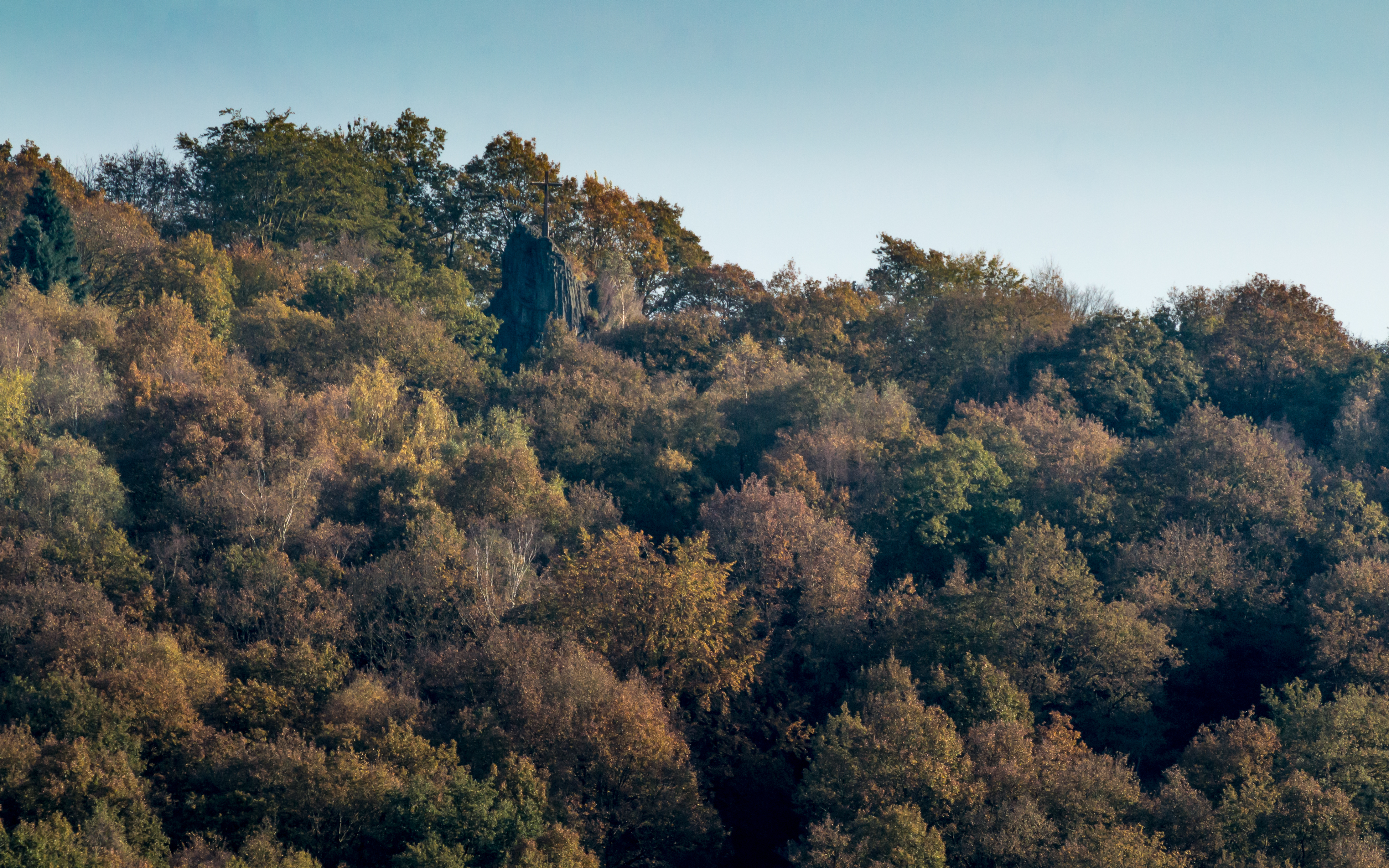
Die Spitze des Druidensteins über den Baumwipfeln (vom Ottoturm aus)

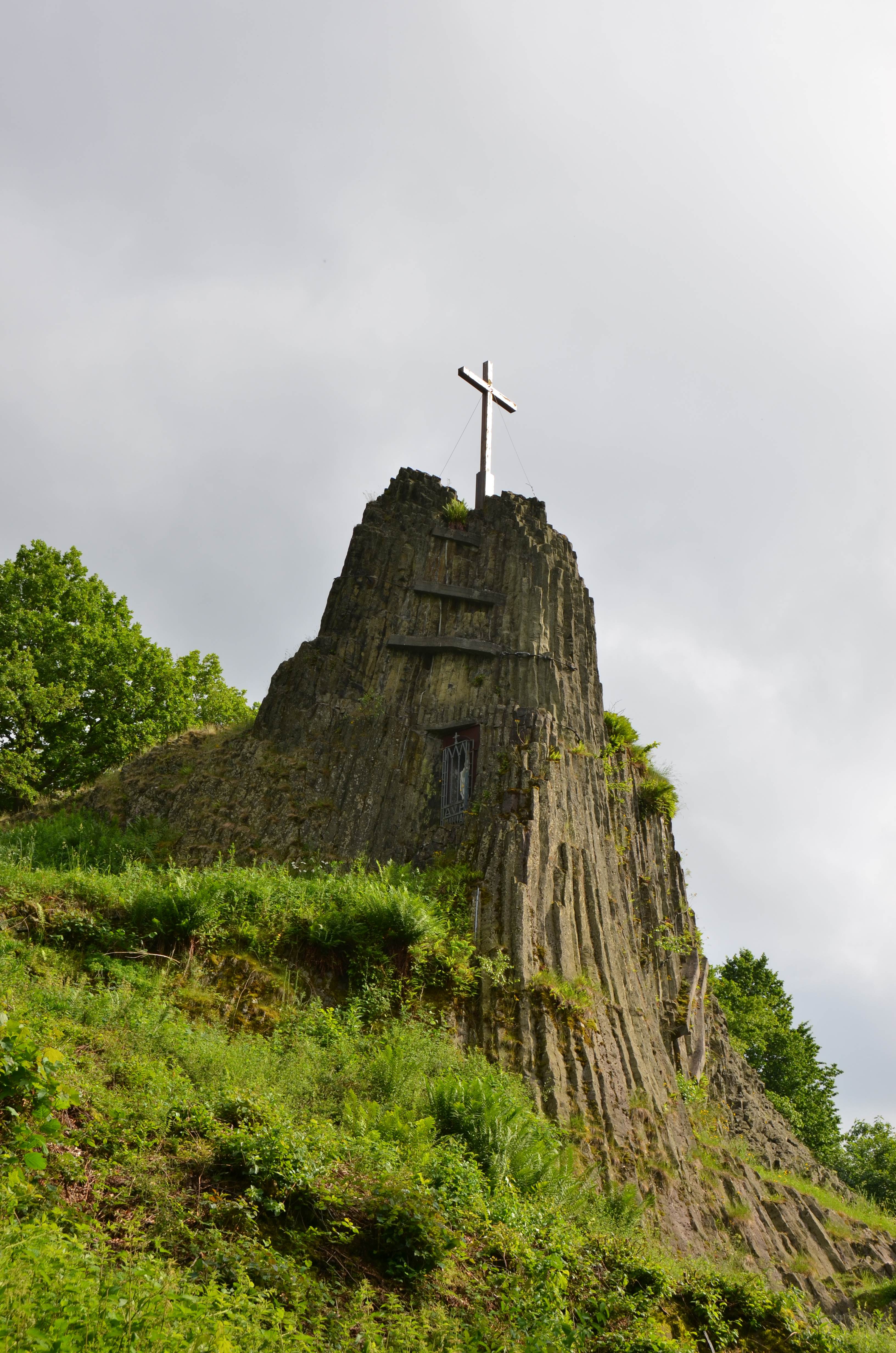
Nordseite mit eingebetteter Marienstatue

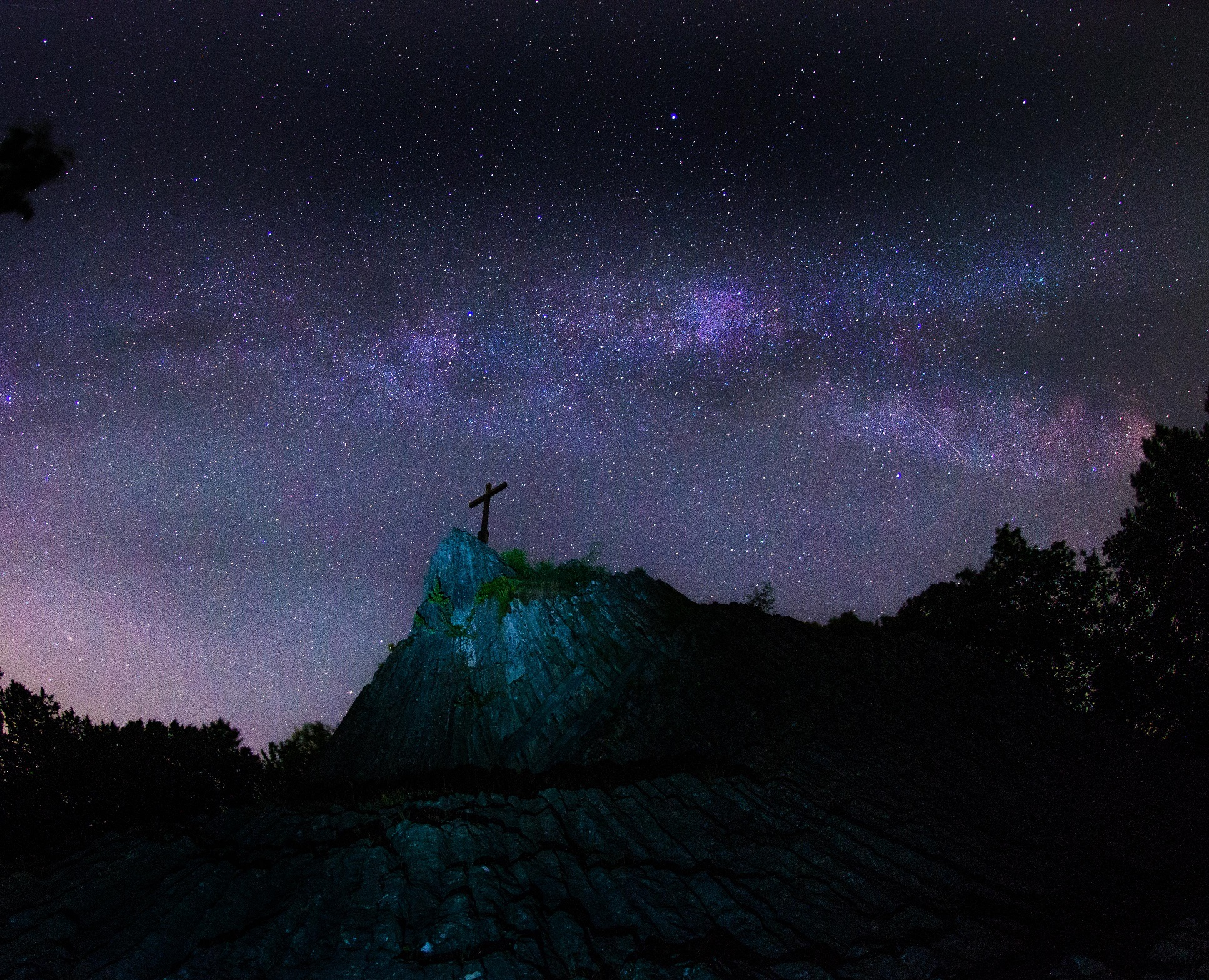
Nachtaufnahme des Druidensteines mit der Milchstraße

Der Druidenstein, auch Herkersdorfer Köppel genannt,  ist ein kegelförmiger Basaltfels im Nördlichen Hellerbergland oberhalb der Stadt Kirchen an der Sieg im Stadtteil Offhausen, Landkreis Altenkirchen. Der Basaltkegel erhebt sich auf 431 m ü. NN in zirka 20 Meter Höhe.

## Entstehung
Der Druidenstein ist etwa 25 Millionen Jahre alt (Jung-Tertiär) und nimmt eine Fläche von zirka 100 m² ein. Seine ungewöhnliche Form erhielt er, als sich Lava durch die devonische Grauwacke des Grundgebirges hindurchzwängte und anschließend erstarrte. So bildeten sich senkrecht zur Abkühlungsfläche prismatische Säulen heraus.
Durch Erosion blieb nur noch der harte Basaltkern übrig, allerdings „schrumpft“ diese Kuppe immer weiter. Auch andere Ereignisse haben die Größe des Basaltkegels reduziert.

## Geschichte
Der Druidenstein ist vermutlich bereits von den Kelten als religiöse Stätte und als Versammlungsort genutzt worden. Die oberste Spitze wurde wohl aus taktischen Gründen während des Dreißigjährigen Krieges abgebrochen, damit sich feindliche Truppen nicht daran orientieren konnten. Damals war die Spitze noch weithin sichtbar und kaum Wald vorhanden. Außerdem wurde der Druidenstein unter anderem als Steinbruch für den Straßenbau genutzt.  1979 wurde der Druidenstein von einem Blitz getroffen. Der Einschlag war so gewaltig, dass der Basaltkegel danach mit sechs Stahlbetonbalken gestützt werden musste.
Im Jahr 1869 wurde der Druidenstein unter Naturschutz gestellt. Heute zählt er zu rund 3.000 Naturdenkmalen des Landes Rheinland-Pfalz. Seit 2006 ist der Druidenstein ein Nationaler Geotop.
In den 1920er Jahren errichtete der Katholische Kreuzwegbauverein Herkersdorf einen Kreuzweg vom Ort hinauf zum Druidenstein. Die Einweihung erfolgte am 16. Oktober 1927. Direkt unterhalb des Druidensteins steht seitdem eine Kreuzigungsgruppe. An seiner Nordseite steht in einer Nische der Basaltwand eine Marienstatue.

## Sagen
Es ranken sich viele Sagen und Mythen um den Druidenstein. So gibt es Sagen von gallischen Druiden bzw. Druidinnen, denen der Druidenstein als Kultstätte diente.  Wahrscheinlich ist auch, dass der Druidenstein (später) eine religiöse Stätte der Chatten war, die hier eine Thingstätte errichteten und die Sonne verehrten.
Die bekanntesten Sagen ranken sich um die Figur der keltischen Druidin Herke oder Herka, der Herkersdorf seinen Namen verdanken soll. Herke ist die Tochter eines keltischen Stammesfürsten, die allem Weltlichen entsagt, um Priesterin des Heiligtums am Druidenstein zu werden. Dann aber verliebt sie sich in einen jungen Mann aus ihrem Stamm und wird seine Frau. Für diesen Bruch ihres Gelübdes wird sie mit dem Tode bestraft, und so wird sie selbst am Druidenstein den Göttern geopfert.
Es ist auch möglich, dass an einer Kultstätte am Druidenstein eine Göttin namens Herka verehrt wurde. Herka ist eine Variante der Figur der Frau Holle, die wahrscheinlich auf eine jungsteinzeitliche Muttergöttin zurückgeht.

## Kultur

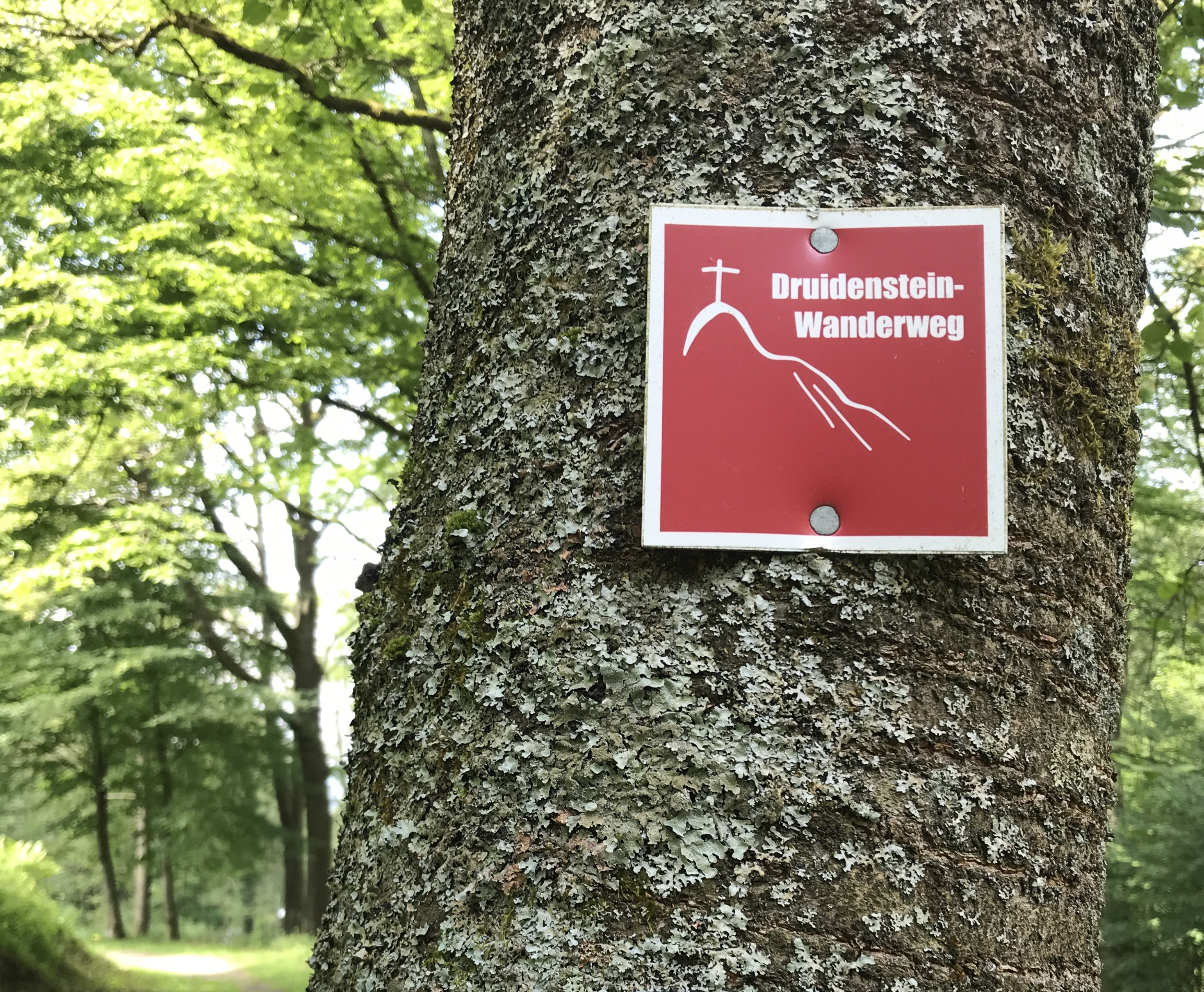
Druidenstein-Wanderweg Beschilderung.

In den 1950er-Jahren fanden Festspiele auf der „Druidenstein-Freilichtbühne“ statt. Hier wurden Stücke wie Es werde Licht (1952), Wandulf der Waldschmied (1954) oder Schulze Henrich (1955) aufgeführt. Die Darsteller kamen aus der Region Südwestfalen. Anfang der 1960er-Jahre wurden die Festspiele jedoch eingestellt.
Heute finden hin und wieder Freiluftkonzerte am Basaltkegel statt. An Himmelfahrt führen alljährlich Prozessionen von Herkersdorf über den Kreuzweg zum „Köppel“, wo eine heilige Messe gefeiert wird. Ein Musical, das am Druidenstein aufgeführt werden und seine Geschichte thematisieren soll, ist seit 2022 in Vorbereitung.

## Tourismus
Der Druidenstein ist Teil des Geopark Westerwald-Lahn-Taunus. Vom Ort Kirchen (Sieg) gibt es einen Druidenstein-Wanderweg als Rundwanderweg von 16 km Länge. Im Fernwanderweg Druidensteig ist der Druidenstein in der ersten Etappe enthalten – während im Fernwanderweg Natursteig Sieg in der vorletzten Etappe.